# Uglebjerg Gamle Mølle
Uglebjerg Vandmølle (I dag kendt som Uglebjerg Gamle Mølle) er et gammelt bindingsværkskompleks beliggende på det vestlige Fyn. Det regnes i dag for at være én af Danmarks ældste tilbageværende bygninger, sandsynligvis grundlagt af munke i 1500-tallet.
Hvornår Uglebjerg vandmølle er bygget vides ikke præcist, men det antages at det er sket langt tilbage i middelalderen. Man mener at munke i sin tid anlagde den, da det var en prior, ved navn Christian Povlsøn, der i 1559 overdrog møllen til Ejler Hardenberg.

## Uglebjergs smugkro
Rasmus Rasmussen, der var møller fra 1821 til 1846, havde i en cirka 6-årig periode mellem 1830 og 1840 ulovligt salg af brændevin i en lille etableret smugkro på gården. Der blev bestilt små 50 liter ad gangen, og i alt cirka 500 liter pr år. 
På den tid var der mange hjemmebrændere, og det ville ikke være utænkeligt at mølleren også havde været den del af dem; faktisk understøttes det af flere rygter. Det var naturligvis forbudt, men folket har været flinke til at give mølleren et praj når politiet var på vej. Så sørgede han for, at brændevinsgrejet blev lagt ud i mølledammen. Den var kun 1-1½ meter dyb, så et bedre gemmested kunne næsten ikke findes.
I 1843 udsendte ministeriet en skrivelse til Ørsted sogneråd med opfordring til at de skulle hjælpe myndighederne med at opdage ulovlige brændevinsbrændere.

## Fra vandmølle til vindmølle
Vandmøllen blev nedlagt, hvorefter en vindmølle blev opført på en nærliggende mark. I 1913 blev denne også nedlagt.

## Møllen i dag
Fra at have været en stor 7-længet gård, består vandmøllen i dag kun af det gamle hovedhus og en enkelt lade.
Uglebjerg Gamle Mølle er i dag privatejet.